# Puccinia basiporula
Puccinia basiporula ist eine Ständerpilzart aus der Ordnung der Rostpilze (Pucciniales). Der Pilz ist ein Endoparasit der Korbblütlergattung Eupatorium. Symptome des Befalls durch die Art sind Rostflecken und Pusteln auf den Blattoberflächen der Wirtspflanzen. Sie ist ein Endemit Guatemalas.

## Merkmale

### Makroskopische Merkmale
Puccinia basiporula ist mit bloßem Auge nur anhand der auf der Oberfläche des Wirtes hervortretenden Sporenlager zu erkennen. Sie wachsen in Nestern, die als gelbliche bis braune Flecken und Pusteln auf den Blattoberflächen erscheinen.

### Mikroskopische Merkmale
Das Myzel von Puccinia basiporula wächst wie bei allen Puccinia-Arten interzellulär und bildet Saugfäden, die in das Speichergewebe des Wirtes wachsen. Ihre Spermogonien und Aecien sind bislang nicht bekannt. Die meist unterseitig auf den Wirtsblättern wachsenden Uredien des Pilzes sind hell zimtbraun. Ihre goldenen bis zimtbraunen Uredosporen sind 22–25 × 22–25 µm groß, in etwa kugelig und stachelwarzig. Die blattunterseitig wachsenden Telien der Art sind schwarzbraun, pulverig und unbedeckt. Die kastanienbraunen Teliosporen sind zweizellig, in der Regel breitellipsoid, runzelig und 34–39 × 25–28 µm groß. Ihre Stiele sind farblos und bis zu 100 µm lang.

## Verbreitung
Das bekannte Verbreitungsgebiet von Puccinia basiporula ist Guatemala. Ein Fund ist allerdings auch aus Russland bekannt.

## Ökologie
Die Wirtspflanzen von Puccinia basiporula sind Eupatorium mairetanium, E. phoenicolepsis und E. rafelense. Der Pilz ernährt sich von den im Speichergewebe der Pflanzen vorhandenen Nährstoffen, seine Sporenlager brechen später durch die Blattoberfläche und setzen Sporen frei. Die Art durchläuft einen makrozyklischen Entwicklungszyklus mit Spermogonien, Aecien, Telien und Uredien.